# Angelosaurus
Angelosaurus був базальним синапсидом (неофіційно пелікозавром) родини Caseidae. Типовий вид, Angelosaurus dolani, відомий з часткового черепа з формації Середнього Сан-Анджело, округ Нокс, штат Техас, США, який датується кунгурським періодом (рання перм). Цей еземпляр — особина довжиною від трьох до трьох з половиною метрів і вагою близько 300 кілограмів. Як і його сучасник Cotylorhynchus, інший казеїд, він був великим, міцної статури та травоїдним. Він також поділив своє середовище з казеїдами Caseoides і Caseopsis. Наразі, крім типового виду, описано ще два види ангелозаврів: Angelosaurus greeni Olson 1962 та Angelosaurus romeri Olson and Barghusen, 1962.
Як і всі казеїди, ангелозавр був еволюційно консервативним синапсидом, який, здається, був одним із панівних травоїдних тварин того часу, виконуючи екологічну роль, подібну до корів. Черепи казеїд відрізняються від інших пелікозаврів великими скроневими отворами, великими носовими та шишкоподібними отворами та верхньою щелепою, яка чітко нависає над зубами нижньої щелепи. Череп ямчастий. Зуби однорідні. Тіло, ймовірно, мало бочкоподібну форму, як і в інших казеїд, з масивними кінцівками та невеликими шийними хребцями. І на відміну від більш відомих пелікозаврів, таких як диметродон і едафозавр, казеїди не мають надмірного подовження хребців, які утворюють вітрило. 